# Weezer (álbum de 1994)
Weezer, também referido como The Blue Album, é o álbum de estreia da banda americana de rock alternativo Weezer, lançado em Maio de 1994 pela DGC Records. O álbum foi produzido pelo antigo vocalista da banda The Cars, Ric Ocasek, e gravado no Electric Lady Studios em Nova Iorque. O The Blue Album gerou singles populares como "Undone – The Sweater Song", "Buddy Holly" e "Say It Ain't So", os quais são responsáveis por lançar os Weezer ao sucesso no panorama musical com a ajuda dos vídeos musicais realizados por Spike Jonze. Estima-se que o álbum tinha vendido 3,300,000 cópias nos Estados Unidos, no qual atingiu o número 16 na tabela Billboard 200. O álbum encontra-se certificado com tripla platina nos Estados Unidos e dupla platina no Canadá.

## Base de criação
Os Weezer formaram-se em 14 de Fevereiro de 1992, em Los Angeles, por Rivers Cuomo, Patrick Wilson, Matt Sharp e Jason Cropper. Estes tinham como intenção actuar em alguns clubes e outros pequenos acontecimentos em torno de Los Angeles. Contudo, demorou muito tempo para a banda ganhar ímpeto. Cuomo explica,
| “ | ... Eu lembro-me de estar totalmente chocado com tão poucas pessoas a responder-nos, porque eu pensava que éramos mesmo bons. Quero dizer, nós estávamos a tocar as mesmas músicas que entretanto se tornaram grandes sucessos, como "The Sweater Song" e "Say It Ain't So", e nós tocávamos-las nos clubes de Los Angeles com o género de reacção, 'Vão-se embora, Nós queremos uma banda grunge'. | ” |

Os Weezer gravaram The Kitchen Tapes como uma tentativa de criar burburinho em volta de Los Angeles. A banda entretanto atraiu atenção de representantes A&R (Artist and Repertoire) de editoras discográficas importantes que procuravam bandas de rock alternativo, enquanto actuavam com a banda that dog. Eles assinaram com a DGC Records em 26 de Junho de 1993, por Todd Sullivan, um representante A&R da Geffen Records.

## Gravações
Enquanto se preparava para as próximas sessões de estúdio, a banda focou-se na interpretação vocal através de músicas de estilo de quarteto de barbeiros, o que ajudou tanto Cuomo como Sharp a atingir um novo conforto colaborativo durante os ensaios. Sharp, que nunca cantou antes de se juntar aos Weezer, ganhou capacidades de cantar em falsetto.
| “ | Eu tinha de cantar uma oitava acima do Rivers. Depois de muita prática, eu comecei a aprofundar. | ” |

Foram ensaiadas quinze músicas para o álbum durante as primeiras sessões de prática em Nova Iorque, na preparação para a gravação do álbum nos Electric Lady Studios. Dez das músicas surgem no álbum, mas outras quatro forma cortadas - "Lullaby for Wayne", "I Swear It's True", "Getting Up and Leaving" e uma repetição de "In The Garage". A outra música, "Mykel and Carli", foi tentada durante as sessões da Electric Lady, mas foi também abandonada. Foi gravada um ano mais tarde e tornou-se num lado B popular.
A banda considerou brevemente a auto-produção, mas foi pressionada pela Geffen Records para escolher um produtor. Eles decidiram ultimamente por Ric Ocasek. Cuomo a sua escolha - "Eu sempre admirei os The Cars e as capacidades de composição e produção de Ric Ocasek." Durante a produção, Ocasek convenceu a banda a alterar o seu captador desde o pescoço até à ponte, resultante num som mais claro. Durante estas sessões, o guitarrista fundador Jason Cropper saiu da banda e foi substituído pelo actual guitarrista Brian Bell, levando a alguma especulação de quanto Bell contribui para o álbum. Enquanto os vocais de Bell são claramente audíveis em algumas faixas, Cuomo regravou todas as partes de guitarra de Cropper. De acordo com Ocasek, todas as dez faixas foram gravadas num dia, todas numa única tentativa. O crédito de composição de Cropper em "My Name Is Jonas" deve-se à criação da introdução da música.

## Escrita e composição
A maioria do álbum foi composto por Rivers Cuomo. Excepções são "My Name Is Jonas", o qual foi co-composto com Jason Cropper e Patrick Wilson, e "Surf Wax America", o qual foi composto por Cuomo e Wilson. Weezer percorre várias experiências da vida de Cuomo, incluindo temas como o acidente de carro do seu irmão, desilusões amorosas, álcool e antigas namoradas. The Blue Album inclui os géneros de rock alternativo e power pop.
Muitas das músicas do álbum são inspiradas nas experiências pessoais passadas de Cuomo. O single "Undone – The Sweater Song" foi descrito por Cuomo como,
| “ | (...) a sensação que tu tens quando o comboio pára e um anão vem bater-te à porta. É suposto ser uma música triste, mas toda a gente a acha hilariante. | ” |

O vídeo marca um dos primeiros trabalhos de realização de Spike Jonze, cuja ideia seria simplesmente "um cenário azul, uma steadicam e uma matilha de cães selvagens". O vídeo tornou-se num êxito instantâneo na MTV. "My Name Is Jonas" relaciona-se com o irmão de Cuomo, Leaves, que ficou gravemente ferido num acidente de carro enquanto estudante do Oberlin College e teve problemas com a sua seguradora. Jason Cropper surge nos créditos de composição devido à introdução da música. O último single, "Say It Ain't So", surgiu de novo por inspiração de Cuomo, que acreditava que os seus pais se tinham separado quando tinha quatro anos porque pensava que o seu pai era um alcoólico. O vídeo musical, o qual foi realizado por Sophie Muller, foi menos bem sucedido que os dois vídeos anteriores, realizados por Spike Jonze. Este apresentava a banda a actuar na garagem da sua antiga casa e os seus membros a jogar footbag no jardim.
O segundo single do The Blue Album foi "Buddy Holly", cujo vídeo musical foi também realizado por Spike Jonze. Este apresentava a banda a actuar no restaurante Arnold's Drive-In original da popular série televisiva dos anos 70, Happy Days. O membro do elenco de Happy Days Al Molinaro fez uma aparição no vídeo. O vídeo teve grande popularidade e muito tempo de antena na MTV. O vídeo musical também se apresentava como um extra no CD instalação do sistema operativo Windows 95, em conjunto com o vídeo musical "Good Times" de Edie Brickell e o trailer do filme Rob Roy. O vídeo ganhou quatro prémios no MTV Video Music Awards de 1995, incluindo os prémios Vídeo Inovador e Melhor Vídeo Alternativo. Tanto "No One Else" como "The World Has Turned and Left Me Here" estão ligados, com Cuomo a descrever o narrador de "No One Else" como "o imbecil invejoso-obsessivo em mim a passar-se com a minha namorada" e afirmando que em "The World Has Turned and Left Me Here" "é o mesmo imbecil a pensar porque é que ela o abandonou".

## Trabalho artístico
O trabalho artístico do álbum foi realizado por Todd Sullivan e apresenta Patrick Wilson, Rivers Cuomo, Matt Sharp e Brian Bell da esquerda para a direita em frente a um cenário plano azul. A capa recebeu muitas comparações com o álbum Crazy Rhythms dos The Feelies.
Numa entrevista com a Adobe, para a Adobe Imagination Challenge, Cuomo revelou que o Adobe Photoshop foi usado para alterar digitalmente a capa. Cuomo afirmou que, enquanto a banda gostou da fotografia escolhida para a capa, Matt Sharp não estava contente com a forma que a sua cabeça tinha. O director artístico da Geffen usou o Photoshop para trocar a cabeça com uma de outra fotografia.
Em algumas impressões do álbum em vinil, a capa não corta os pés dos membros da banda. Na embalagem da Edição Deluxe os pés estão mostrados na capa traseira e a banda vendeu uma t-shirt oficial com uma imagem dos pés dos membros da banda após o lançamento da edição de luxo.
Dentro do livro do álbum, Rivers Cuomo presta tributo às suas influências de metal com uma fotografia tirada na garagem do grupo em Amherst (a mesma garagem que seria apresentada no vídeo musical de "Say It Ain't So"). No lado esquerdo da fotografia surge o álbum British Steel dos Judas Priest, enquanto que à direita encontra-se um poster de um concerto dos Quiet Riot. A Edição Deluxe apresenta fotografias adicionais da banda e os manuscritos das letras de cada música.

## Lançamento
O The Blue Album foi lançado em 10 de Maio de 1994. Recebeu a certificação de ouro apenas sete meses mais tarde, em 1 de Dezembro de 1994, e recebeu a certificação de platina em 1 de Janeiro de 1995; desde então é multi-platina três vezes nos Estados Unidos. O álbum atingiu o 16.º lugar na Billboard 200. Como single, "Undone – The Sweater Song" atingiu o 35.º lugar no UK Top 40, "Buddy Holly" e "Say It Ain't So" atingiram o 12.º e 37.º lugares também no UK Top 40, respectivamente. Nos Estados Unidos, "Buddy Holly" atingiu o 17.º lugar na tabela Billboard Hot 100 Airplay.
A versão de luxo do álbum foi lançada em 23 de Março de 2004. O lançamento incluiu uma versão do álbum original tal como um segundo disco (intitulado Dusty Gems and Raw Nuggets) de lados-B e raridades. Até Dezembro de 2007, a segunda publicação tinha vendido 86,000 cópias.

## Recepção
| Críticas profissionais | Críticas profissionais |
| Avaliações da crítica  | Avaliações da crítica  |
| Fonte                  | Avaliação              |
| ---------------------- | ---------------------- |
| Allmusic               | [ 14 ]                 |
| Entertainment Weekly   | B                      |
| Robert Christgau       | N                      |
| Rolling Stone          | (positivo)             |
| Rolling Stone          | [ 35 ]                 |
| Sputnikmusic           | [ 36 ]                 |

### Inicial
O álbum foi bem recebido pelos críticos no seu lançamento. A Allmusic deu ao álbum 5 estrelas, explicando,
| “ | O que faz da banda tão apreciável é a sua jovialidade charmosa; em vez de cantar sobre desespero, eles cantam sobre amor, o que é um pouco refrescante no mundo encharcado de tristeza do guitar-pop dos anos 90. | ” |

A revista Rolling Stone elogiou o álbum na sua revisão de fim de ano, dizendo que "Rivers Cuomo dos Weezer é genial na descrição de esboços (os jogos Dungeons and Dragons e os posters dos Kiss que inspiram o sonhador infeliz de 'In the Garage'), e com inspiração suave como o ritmo de valsa de 'My Name Is Jonas' e o humor auto-depreciativo de versos como 'I look just like Buddy Holly/And you're Mary Tyler Moore', as suas canções agradam facilmente".

### Retrospectiva
Nos anos após o seu lançamento, The Blue Album ascendeu em estatura, tornando-se um dos álbuns mais memoráveis dos anos 90, surgindo em muitas das tabelas "Best of". Em 2003, a Rolling Stone posicionou o álbum no número 297 da lista dos 500 Melhores Álbuns de Sempre. Em 2002, os leitores da Rolling Stone classificaram o álbum no 21.º lugar dos melhores de todos os tempos. A revista Blender colocou o The Blue Album dentro dos "500 Álbuns que Deve Ter", descrevendo-o como "Rock absolutamente geek, assumido e orgulhoso". Publicações fora dos Estados Unidos da América também aclamaram o álbum - a The Movement da Nova Zelândia posicionou-o no número 39 da lista "Os 101 Melhores Álbuns dos Anos 90", e a Vision da Alemanha classificou-o no número 32 na lista "Os Álbuns Mais Importantes dos Anos 90". Em Novembro de 2011, o The Blue Album foi posicionado no terceiro lugar do top ten dos álbuns de guitarra de 1994 da revista Guitar World, com Stranger Than Fiction dos Bad Religion e Smash dos The Offspring nos primeiro e segundo lugares, respectivamente.
As avaliações do álbum quando a sua versão de luxo foi lançada reflectiram que o seu aumento em estatura continuou a ser positiva. Em 2004, a PopMatters deu ao álbum uma revisão muito positiva, afirmando "Eu iria ao ponto de declarar o 'The Blue Album' um dos melhores discos dos últimos 20 anos". A Rolling Stone reiterou a sua avaliação original positiva, descrevendo ainda o álbum como "pop-rock grande e vibrante que irá inspirar milhares de jovens emo". A Blogcritics Magazine deu ao álbum uma pontuação de 10/10 e confirmou que "este é um dos álbuns de estreia mais importantes dos últimos dez anos".
Pela consideração de Weezer como o 26.º melhor álbum dos anos 90, a Pitchfork resumiu o reconhecimento crítico do álbum,
| “ | Um álbum tão substancial que a banda só tentou explorar a sua ressonância através do grafismo da capa dois álbuns mais tarde. Em 1994, o rock dos anos 70 tinha chegado ou a uma versão degradada dos Led Zeppelin ou a uma reconstrução de porcaria do punk rock. Como cromos da guitarra, os Weezer procuraram aí as influências mas encontraram a verdadeira inspiração no power pop de pastilha elástica esquecido dos Cheap Trick, Raspberries, 20/20 e The Quick. Mais impressionante, Rivers Cuomo resgatou o solo de guitarra empolgante a partir dos toques do metal e desconsiderando o grunge/punk. Uma década mais tarde o air guitar ao som do álbum parece menos embaraçoso que o cantar. Com a ajuda de Spike Jonze, os Weezer mantiveram a alegria viva do arena rock, fazendo o reposicionamento crítico dos Weezer como algum marco emo mais distraído. Eles chamavam-se Weezer, com conhecimento de causa, pelo amor de Deus. | ” |

A publicação NME assertou que o álbum "praticamente inventou a asa melódica do emo".

### Distinções
Desde o seu lançamento, o The Blue Album surgiu em várias listas do género "deve ter" compiladas pelos meios de comunicação associados com a música. Algumas das listas mais proeminentes a conter o álbum são mostradas de seguida; esta informação é adaptada de Acclaimed Music.
| Publicação       | País           | Distinção                                            | Ano  | Posição |
| ---------------- | -------------- | ---------------------------------------------------- | ---- | ------- |
| Vision           | Alemanha       | Os Álbuns Mais Importantes dos Anos 90               | 2005 | 32      |
| Blender          | Estados Unidos | 500 CDs que Deve Ter Antes de Morrer                 | 2003 | *       |
| Music Underwater | Estados Unidos | Top 100 Álbuns 1990–2003                             | 2004 | 10      |
| Stylus Magazine  | Estados Unidos | Top 101–200 Álbuns de Todos os Tempos                | 2004 | 177     |
| Pitchfork Media  | Estados Unidos | Top 100 Álbuns dos Anos 90                           | 2003 | 26      |
| Rolling Stone    | Estados Unidos | Os 500 Melhores Álbuns de Todos os Tempos            | 2005 | 297     |
| Rolling Stone    | Estados Unidos | Os 100 Melhores Álbuns de Estreia de Todos os Tempos | 2013 | 35      |
| The Movement     | Nova Zelândia  | Os 101 Melhores Álbuns dos Anos 90                   | 2004 | 39      |

(*) designa listas que não estão ordenadas.

### Na cultura popular
A música "Holiday" faz parte da banda sonora do filme de 2006 Admitido. Em 2011, Alvin e os Esquilos e as The Chippetes fizeram um cover da mesma música "Holiday" como uma faixa bónus na edição de luxo do iTunes da banda sonora do filme Alvin e os Esquilos 3.

## Lista de faixas

### Edição Original
| N.º            | Título                                  | Compositor(es)                              | Duração |  |
| 1.             | "My Name Is Jonas"                      | Rivers Cuomo, Patrick Wilson, Jason Cropper | 3:24    |  |
| 2.             | "No One Else"                           | Rivers Cuomo                                | 3:04    |  |
| 3.             | "The World Has Turned and Left Me Here" | Rivers Cuomo, Patrick Wilson                | 4:19    |  |
| 4.             | "Buddy Holly"                           | Rivers Cuomo                                | 2:39    |  |
| 5.             | "Undone – The Sweater Song"             | Rivers Cuomo                                | 5:05    |  |
| 6.             | "Surf Wax America"                      | Rivers Cuomo, Patrick Wilson                | 3:06    |  |
| 7.             | "Say It Ain't So"                       | Rivers Cuomo                                | 4:18    |  |
| 8.             | "In the Garage"                         | Rivers Cuomo                                | 3:55    |  |
| 9.             | "Holiday"                               | Rivers Cuomo                                | 3:24    |  |
| 10.            | "Only in Dreams"                        | Rivers Cuomo                                | 7:59    |  |
| Duração total: | Duração total:                          | Duração total:                              | 41:17   |  |

Nota: Apesar do álbum creditar Rivers Cuomo com o único crédito de composição de "Undone – The Sweater Song", o antigo baixista Matt Sharp processou a banda pelos direitos de autor relacionados com a co-autoria da música.

### Disco Bónus deDeluxe Edition
A versão de luxo inclui um disco bónus intitulado de Dusty Gems and Raw Nuggets (em português: Jóias Empoeiradas e Pepitas em Bruto).
| N.º | Título                                                        | Compositor(es)                              | Duração |  |
| 1.  | "Mykel and Carli" (Lado-B de "Undone – The Sweater Song")     | Rivers Cuomo                                | 2:53    |  |
| 2.  | "Susanne" (Remix; Mallrats - Banda Sonora)                    | Rivers Cuomo                                | 2:47    |  |
| 3.  | "My Evaline" (Lado-B de "Undone – The Sweater Song")          | Rivers Cuomo                                | 0:44    |  |
| 4.  | "Jamie" (DGC Rarities Volume 1)                               | Rivers Cuomo                                | 4:19    |  |
| 5.  | "My Name Is Jonas" (Ao Vivo; Lado-B de "Buddy Holly")         | Rivers Cuomo, Patrick Wilson, Jason Cropper | 3:39    |  |
| 6.  | "Surf Wax America" (Ao Vivo; Lado-B de "Buddy Holly")         | Rivers Cuomo, Patrick Wilson                | 4:01    |  |
| 7.  | "Jamie" (Acústico Ao Vivo; Lado-B de "Say It Ain't So")       | Rivers Cuomo                                | 4:03    |  |
| 8.  | "No One Else" (Acústico Ao Vivo; Lado-B de "Say It Ain't So") | Rivers Cuomo                                | 3:23    |  |
| 9.  | "Undone — The Sweater Song" (Demo de The Kitchen Tapes)       | Rivers Cuomo                                | 5:33    |  |
| 10. | "Paperface" (Lançado em The Kitchen Tapes)                    | Rivers Cuomo                                | 3:01    |  |
| 11. | "Only in Dreams" (Demo de The Kitchen Tapes)                  | Rivers Cuomo                                | 5:47    |  |
| 12. | "Lullaby for Wayne"                                           | Rivers Cuomo                                | 3:36    |  |
| 13. | "I Swear It's True"                                           | Rivers Cuomo                                | 2:57    |  |
| 14. | "Say It Ain't So" (Mix Original do Álbum)                     | Rivers Cuomo                                | 4:16    |  |

## Posições nas Tabelas e Certificações
| País - Tabela                            | Melhor posição | Ref    |
| ---------------------------------------- | -------------- | ------ |
| Bélgica - Ultratop 200 Albums - Flandres | 19             | [ 54 ] |
| Bélgica - Ultratop 200 Albums - Valónia  | 40             | [ 54 ] |
| Canadá - RPM Canadian Albums Chart       | 10             | [ 55 ] |
| Estados Unidos - Billboard 200           | 16             | [ 56 ] |
| Finlândia - Suomen virallinen lista      | 22             | [ 57 ] |
| França - SNEP                            | 42             | [ 58 ] |
| Holanda - MegaCharts                     | 48             | [ 54 ] |
| Noruega - VG-lista                       | 35             | [ 59 ] |
| Nova Zelândia - RIANZ                    | 6              | [ 54 ] |
| Reino Unido - UK Albums Chart            | 23             | [ 28 ] |
| Suíça - Schweizer Hitparade              | 6              | [ 60 ] |

| País                  | Certificação |
| --------------------- | ------------ |
| Austrália - ARIA      | 2× Platina   |
| Canadá - Music Canada | 2× Platina   |
| Estados Unidos - RIAA | 3× Platina   |
| Nova Zelândia - RIANZ | 2× Platina   |
| Reino Unido - BPI     | 1× Platina   |

### Singles
| Ano  | Música                      | Melhor posição | Melhor posição       | Melhor posição                 | Melhor posição     | Melhor posição | Melhor posição | Melhor posição     |
| Ano  | Música                      | US Modern Rock | US Billboard Hot 100 | US Billboard Top 40 Mainstream | US Hot 100 Airplay | MegaCharts     | UK Top 40      | Sverige topplistan |
| ---- | --------------------------- | -------------- | -------------------- | ------------------------------ | ------------------ | -------------- | -------------- | ------------------ |
| 1994 | "Undone – The Sweater Song" | 6              | 57                   | –                              | 74                 | –              | 35             | –                  |
| 1994 | "Buddy Holly"               | 2              | –                    | 17                             | 18                 | 27             | 12             | 14                 |
| 1995 | "Say It Ain't So"           | 7              | –                    | –                              | 51                 | –              | 37             | –                  |

## Pessoal
- Rivers Cuomo — guitarra principal, vocalista, teclado, harmónica
- Brian Bell — guitarra rítmica, vocais de apoio
- Matt Sharp — baixo, vocais de apoio
- Patrick Wilson — bateria, percussão, vocais de apoio
- Ric Ocasek — produção
- Chris Shaw — engenharia